# Madeleine Rossi
Pour les articles homonymes, voir Rossi.
Madeleine Rossi, née en 1935 et morte le 15 décembre 2008, est une personnalité politique genevoise, membre du parti libéral.

## Vie professionnelle
Originaire de Fribourg et fille de syndic, Madeleine Rossi entame sa vie professionnelle dans le domaine bancaire.

## Carrière politique
Elle se lance en politique en 1979, où elle entre au parti libéral suisse et accède au conseil municipal de la ville de Genève, qu'elle présidera en 1984-1985,. Elle préside aussi le parti libéral genevois entre 1986 et 1988. 
En 1990, elle devient conseillère administrative (exécutif) de la ville de Genève à la suite du départ de Claude Haegi, élu au Conseil d'État genevois en novembre 1989; elle prend la direction du département des Finances. 
Elle est réélue en 1991. De plus, elle est maire de Genève en 1993-1994.
Elle ne se représente pas lors des élections de 1995 pour des raisons familiales et politiques. En effet, elle a vécu une année de mairie (1992-1993) compliquée puisque son mari, ancien administrateur de Sasea Holding, fut inculpé de banqueroute. C'est son successeur du même parti qu'elle (parti libéral), Pierre Muller, qui reprend le département des Finances.

## Retraite et hommages
Elle fut qualifiée de femme de conviction, conviviale, avec à la fois un franc-parler, mais aussi une grande capacité d'écoute et de respect pour ses adversaires politiques.
Elle décède le 15 décembre 2008, à l'âge de 73 ans,.